# Mysticum
Mysticum est un groupe norvégien de black metal, originaire d'Asker.

## Histoire
Le groupe est formé en 1991 sous le nom de Sabazios. Après l'enregistrement de la démo Wintermass en décembre 1992 et sa sortie en 1993, le groupe se rebaptise Mysticum Øystein « Euronymous » Aarseth de Mayhem et Deathlike Silence Productions (DSP) signe Mysticum,, mais est assassiné avant que le groupe ne puisse sortir via son label ; le groupe considère sa mort comme le jour le plus tragique de l'histoire du black metal, et le bassiste de Mysticum Robin Malmberg souligne que le groupe n'aurait jamais été ce qu'il est devenu sans Euronymous.
Le batteur de Mayhem, Jan Axel « Hellhammer » Blomberg, rejoint Mysticum à l'automne 1993, mais Mysticum donne finalement la préférence à une boîte à rythmes pour son son technique et stérile. Le 14 juin 1994, Necromantic Gallery Productions publie un EP split vinyle Ulverytternes Kamp/Mourning avec Ulver, limité à 1 000 exemplaires. En 1995, le groupe a enregistré les morceaux Kingdom Comes et In Your Grave pour la compilation Nordic Metal - A Tribute to Euronymous de Necropolis Records et a signé avec Full Moon Productions, où leur premier album In the Streams of Inferno sort en automne 1996. Une tournée avec Marduk et Gehenna suit ; un nouveau morceau, Eriaminell (pour Here I am in Hell), joué pour la première fois pendant cette tournée, apparait en 1998 sur le sampler A Tribute to Hell - Satanic Rites.
En 2003, la chanson Black Magic Mushrooms sort sur un split single avec Audiopain chez Worship Him Records. En 2004, suit Lost Masters of the Universe, une compilation d'anciens enregistrements (sans les contributions à l'hommage à Euronymous).
Le groupe signe avec Peaceville Records pour un deuxième album annoncé, Planet Satan, et des rééditions remasterisées de In the Streams of Inferno et Lost Masters of the Universe,. Celle de In the Streams of Inferno est entre-temps annoncée pour le 25 février 2013. Le deuxième album Planet Satan sort finalement en octobre 2014.

## Style musical
Le style musical de Mysticum se distingue des autres groupes des débuts de la scène norvégienne par l'utilisation d'une boîte à rythmes. Le groupe cherche ainsi à produire un son froid et agressif. Le groupe est ainsi devenu le pionnier du style qualifié de black metal industriel,,. Les rythmes se rapprochent de la techno hardcore.
Les textes de Mysticum sont sombres et déprimants. En ce qui concerne le satanisme, Cerastes déclare que le groupe se rebelle également contre le fait qu'il soit « pour certains une croyance religieuse ». Pour eux, le satanisme représente « la conviction que tu es le seul maître de ta vie et de ta mort, que tu es l'adversaire qui rejette tout maître extérieur ou Dieu ».

## Discographie
- 1993 : Wintermass (démo)
- 1993 : Split avec Manes
- 1993 : Medusa's Tears (démo)
- 1994 : Ulverytternes Kamp/Mourning (split avec Ulver)
- 1995 : Piss off!!! (démo)
- 1995 : Kingdom Comes et In Your Grave sur Nordic Metal – A Tribute to Euronymous
- 1996 : In the Streams of Inferno (Album)
- 1996 : Eriaminell sur A Tribute to Hell – Satanic Rites
- 2003 : Split EP avec Audiopain
- 2004 : Lost Masters of the Universe (compilation)
- 2014 : Planet Satan
- 2018 : Never Stop the Madness: The Roadburn Inferno (album live)